# انقلاب 23 فبراير 1981 في إسبانيا

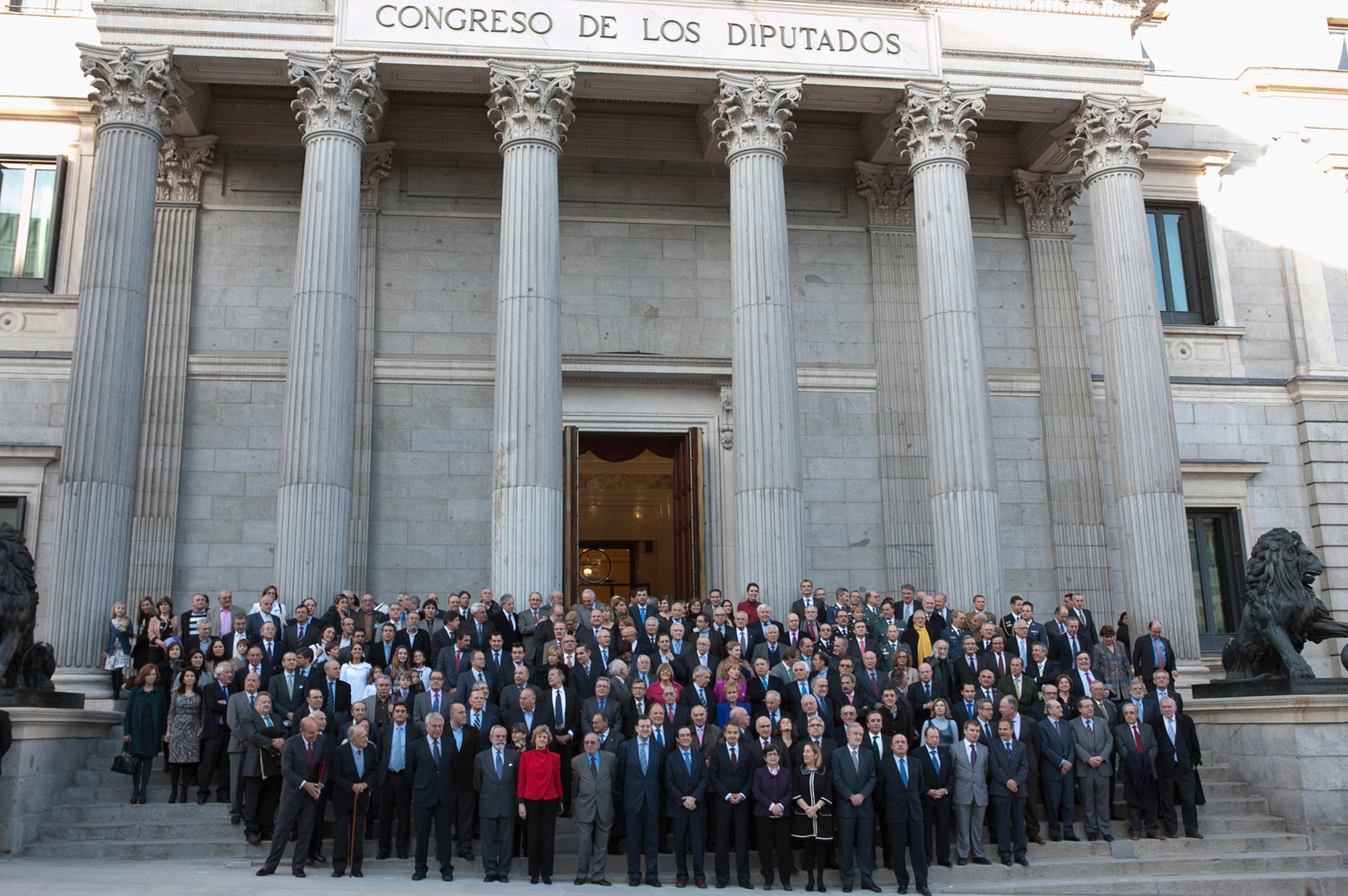
صورة تخليدية في 2011 للحاضرين في مبنى البرلمان الإسباني إبان المحاولة الانقلابية ل 1981

23-ف (بالإسبانية: F-23)‏ هو الاسم المختصر لأحداث يوم 23 فبراير 1981، عندما حاول فيه أفراد من القيادة العسكرية الاستلاء على السلطة في إسبانيا من خلال انقلاب عسكري. أبرز أحداثه اقتحام مجموعة من الحرس المدني بقيادة المقدم أنطونيو تيخيرو مبنى البرلمان خلال مراسم تنصيب ليوبولدو كالفو سوتيلو كرئيس للحكومة، واحتجزوا النواب كرهائن. تصدى لها الملك خوان كارلوس بعد أن طالب من الانقلابيين العودة إلى ثكناتهم مما أدى إلى فشلها، وعزز موقف الديمقراطية، التي كانت لا تزال في أطوارها الأولى، ورفع من شعبية الملك.

## خلفية
كان لانقلاب 1981 ارتباطا وثيقا بالأحداث التي شهدتها البلاد خلال المرحلة الانتقالية الإسبانية. أربعة عوامل رئيسية تسببت في احتقان الأوضاع: الأعمال الإرهابية لمنظمة إيتا والمشاكل الناجمة عن الأزمة الاقتصادية والصعوبات في إقرار تقسيم إداري جديد للبلاد يقنع جميع الأطراف، ومقاومة بعض قطاعات الجيش للإصلاح الديمقراطي.

## أحداث
حوالي الساعة السادسة مساء ليوم 23 فبراير سنة 1981، كان التصويت جاريا لتنصيب ليوبولدو كالفو سوتيلو كرئيس وزراء إسبانيا. وفي الساعة 18:22، عندما ذهب النائب الاشتراكي مانويل نونيز إنكابو للإدلاء بصوته، بدأت بشكل منسق «عملية الدوق دي أهومادا», التي اتخذت اسمها من مؤسس الحرس المدني. فقامت مجموعة من رجال الشرطة، برشاش في اليد، باقتحام غرفة مجلس النواب بقيادة العقيد أنطونيو تيخيرو، الذي اعتلى المنصة، وصرخ وأمر الجميع بالانبطاح أرضا.
وقف غوتييريز ميادو، وهو نائب الرئيس وعسكري برتبة جنرال، وتوجه إلى الانقلابي تيخيرو وأمره بالاستقامة وتسليم سلاحه، وحدثت مناوشة قصيرة أطلق بعدها تيخيرو رصاصة واحدة في السقف تبعها وابل من رصاص رشاشات رفاقه.
أطاع معظم النواب أوامر تيخيرو وانبطحوا أرضا، بإستثناء رئيس البلاد أدولفو سواريز والزعيم الشيوعي سانتياغو كاريو الذين بقيا جالسين في مقاعدهم.

### تسجيل وبث الأحداث
سجل بيدرو مارتن فرانسيسكو، تقني التلفزيون الإسباني، أكثر من نصف ساعة من أحداث قاعة البرلمان، وهو تسجيل يغطي محاولة انقلابية بشكل مباشر لا يقدر بثمن.
كان هدف الانقلابيين خطف السلطتين التنفيذية والتشريعية، ومحاولة للحصول على ما يسمى ب «فراغ في السلطة»، والتي كان الهدف منها توليد سلطة سياسية جديدة. بعدها تم عزل خمسة نواب عن البقية: أدولفو سواريز، (الذي لا يزال رئيسا للوزراء تلك اللحظة نظرا لعدم اكتمال تنصيب لويبولدو سوتيلو)، وأغوستين رودريغيز ساهاجون وزير الدفاع ورئيس اتحاد الوسط الديمقراطي، وفيليبي غونزاليس زعيم المعارضة الاشتراكية، وألفونسو غيرا الثاني في قائمة الحزب الاشتراكي، وسانتياغو كاريو زعيم الحزب الشيوعي الإسباني. وسميت تلك الليلة ب «ليلة الترانزستورات»، وذلك لأن إذاعة كادينا سير واصلت بث الأحداث للمستمعين الملتصقين بأجهزة الراديو متابعين تسلسل الأحداث.

### تحرك الجيش في فالنسيا
بعد ذلك بوقت قصير، وتتبعا للخطة المرسومة، ثار في فالنسيا القائد العام للمنطقة العسكرية الثالثة، خايمي ميلان ديل بوش، وقام بإخراج 1800 عسكري و 40 دبابة إلى الشوارع، من ميناء فالنسيا إلى وسط المدينة، وتوجه بهم إلى المباني المؤسسية. وأعلن حالة الطوارئ وحاول إقناع الآخرين إلى تأييد العمل العسكري. في تلك الليلة كانت تحيط بالمدينة شاحنات عسكرية مدرعة وغيرها من وحدات الجيش التي غادرت قواعد بيتيرا وباتيرنا. وتوجه طابور مدرع إلى قاعدة مانيسيس الجوية لإقناع قائدها لينضم إلى الانقلاب، لكنه رفض، وهددهم بإقلاع طائرتين توجه صواريخ ضد دباباتهم إن لم ينسحبوا من أمام قاعدته، فاختاروا خيار العودة.

### قيادات عسكرية مترددة
وبعد نحو ساعتين من اقتحام تيخيرو للبرلمان، نقل له خوان جارسيا كاريس عن انضمام كل من:
- المنطقة العسكرية الثانية (إشبيلية، النقيب بيدرو ميري غوردون)
- المنطقة العسكرية الثالثة (فالنسيا، خايمي ميلان ديل بوش)
- المنطقة العسكرية الرابعة (برشلونة، باسكوال غالميس)
- المنطقة العسكرية الخامسة (سرقسطة، إليسيغي بريتو)

بعد فترة وجيزة تبين للانقلابيين أن القيادة العسكرية في مدريد وجزر البليار (دي لا توري باسكوال) وجزر الكناري (غونزاليس ديل يررو) مترددة في موقفها.
وأرسل كل من قائد منطقة بلد الوليد وقائد قبطانية أليكانتي (الكابتن خوسيه سيرا كاستيلو) برقية لملك إسبانيا أعلنوا له فيها «جاهزيتنا لتنفيذ ما تطلبه سيادتكم».

### حكومة مؤقتة
في الساعة التاسعة مساء، صدر بيان من وزارة الداخلية يعلن إنشاء حكومة مؤقتة يشكلها أمناء من جميع الوزارات برئاسة فرانسيسكو لاينا، لضمان تسيير شؤون الدولة تكون على تواصل موسع مع هيئة الأركان العليا. وفي الوقت نفسه، فشل ريس روخاس، وهو جنرال انقلابي آخر، في السيطرة على أحد القواعد لاحتلال النقاط الاستراتيجية في العاصمة، بما في ذلك مقر الإذاعة والتلفزيون، لنشر بيان نجاح الانقلاب.

### أرمادا
كان ألفونسو أرمادا يتجول بين مراكز صناعة القرار، وهو جزء من خطة الانقلاب، وكان يتظاهر بمهارة على أنه يتفاوض مع المهاجمين، مقترحا حلا وسطا، بتشكيل حكومة تضم الاشتراكيين والشيوعيين. فرد عليه تيخيرو: أنا لم أحتل مجلس البرلمان من أجل هذا! وطُرد أرمادا بشكل عنيف من البرلمان كي لا يكلم النواب، وخرج أرمادا وهو يقول: إنه لرجل مجنون كليا!. انكشف أمر أرمادا في وقت لاحق وأعفي من منصبه كنائب لرئيس أركان الجيش لتورطه في مؤامرة انقلاب.

### خطاب الملك
رفض الملك الاستجابة لهم، الأمر الذي أحبط مشروع الانقلاب تلك الليلة. حيث قام العاهل باتصالات لشخصيات عسكرية ليضمن ولائها، والتي كان موقف الكثير منها غامضا.
في الواحدة وأربعة عشر دقيقة من صباح يوم 24 فبراير، ظهر الملك على شاشة التلفزيون، وهو يرتدي الزي الرسمي لقائد الجيش، مخاطبا الشعب بكلمة تحدث فيها عن وقوفه في وجه الانقلاب والدفاع عن الدستور الإسباني، ورفضه لما فعله ميلان ديل بوش. ومنذ تلك اللحظة اعتبر الانقلاب قد فشل. أصبح ميلان ديل بوش معزولا، فألغى مخططاته في الساعة الخامسة من صباح ذلك اليوم واعتقل بعدها. بينما قاوم تيخيرو حتى ظهر يوم 24، لكنه قام بالإفراج عن النواب في الصباح.

## ردود الفعل الدولية
مباشرة بعد الهجوم على البرلمان، أدانت الانقلاب جميع بلدان السوق الأوروبية المشتركة (الاتحاد الأوروبي حاليا)، والذي كانت تتفاوض إسبانيا معه للانضمام للسوق. وكان موقف المملكة المتحدة الأكثر صرامة، خصوصا رئيسة الوزراء آنذاك، مارغريت ثاتشر، التي وصفت التمرد العسكري بأنه «عمل إرهابي».

### الولايات المتحدة
ظل موقف الولايات المتحدة محايدا بشكل رسمي. لكن خلال محاكمة تيخيرو صرح أنه «كل من الحكومة الأمريكية والفاتيكان تم إعلامهم بالموضوع من قبل الجنرال أرمادا». وعند اقتحام البرلمان صرح وزير الخارجية الأمريكي ألكسندر هيغ «الهجوم على مجلس النواب هو شأن داخلي إسباني»، واكتسب هذا التصريح انتقادات دولية شديدة. لكن ما إن فشل الانقلاب حتى غيّرت الولايات المتحدة لهجة تصريحاتها جذريا: «يجب علينا أن نرحب بانتصار الديمقراطية في إسبانيا.»

### الفاتيكان
وفقا لسانتياغو كاريو، فإن الفاتيكان «كان يعرف أيضا ما سيحدث». ففي اليوم 23 فبراير انعقدت جلسة لأساقفة إسبانيا، لكنهم لم يصدروا أي بيان حتى اليوم 24، عندما كان الانقلاب قد فشل. وأيضا وفقا لكاريو، حاول أحد رجال الدين الحاضرين في الاجتماع اقناعهم للإدلاء ببيان ضد الانقلاب ولصالح الدستور، لكنه لم يوفق.

## المحاكمة ونتائج الانقلاب
حكمت المحكمة مدة 30 عام سجنا للمسؤول الأول عن الانقلاب، ميلان ديل بوش (أعفي عنه سنة 1990)، وألفونسو أرمادا (أعفي عنه سنة 1988) وأنطونيو مولينا تيخيرو (إطلاق سراح مشروط سنة 1996). كما لم توضح بصورة كافية دور مدير الاستخبارات، خوسيه لويس كورتينا في العملية، الذي برئ في المحاكمة لعدم كفاية الأدلة ضده، في حين أدين مرؤوسه غوميز إغليسياس، لمساعدته المهاجمين باستخدام مركبات تحمل أرقام لوحات مزورة ومعدات إرسال تابعة لمدرسة تكوين عملاء الاستخبارات.
بعد الانقلاب بقيت بعض الأسئلة، خصوصا فيما يتعلق بالدور الذي قام به كل من الانقلابيين الرئيسيين في العملية. وكانت أبرز النتائج الموافقة على قانون الحكم الذاتي، والذي يسحب بعض الصلاحيات من الدساتير المحلية لصالح الحكومة المركزية في مدريد، والتي كانوا قد اكتسبوها من دستور 1978.
في فبراير 2012 نشرت جريدة «دير شبيغل» محتوى رسالة سرية بعثها سفير ألمانيا بمدريد حينها «لونهار لاهن». أطلع فيها السفير حكومة بلاده على فحوى ما دار بينه وبين الملك خوان كارلوس يوم 28 مارس 1981 أي بعد مرور أكثر من شهر على محاولة الانقلاب العسكري. ونقل السفير عن ملك إسبانيا قوله إن الانقلابيين لم يريدوا إلا ما نسعى إليه جميعا أي الانضباط والنظام والأمن والاستقرار، مضيفا أن خوان كارلوس لم يُبدِ استياء أو استنكارا لما قام به الانقلابيون. وأنه حمّل أدولفو سواريز مسؤولية ما وقع لأنه احتقر، من وجهة نظر الملك، العسكريين ولم يستمع إليهم، ونقل السفير عن الملك نيته في التدخل لدى القضاء ليصدر أحكاما مخففة عن الانقلابيين لأنهم لم يريدوا إلا الخير للبلاد.